# Acrobatidae
Acrobatidae é uma família de marsupiais encontrada na Nova Guiné e Austrália.

## Classificação
- Família Acrobatidae Aplin, 1987
  - Gênero Acrobates Desmarest, 1817
    - Acrobates pygmaeus (Shaw, 1793)

  - Gênero Distoechurus Peters, 1874
    - Distoechurus pennatus (Peters, 1874)